# Суперкубок Сан-Марино з футболу 2007
Суперкубок Сан-Марино з футболу 2007 — 22-й розіграш турніру, який в той час мав назву Трофео Федерале. Переможцем втретє стала Ла Фіоріта.

## Учасники
- Чемпіонат Сан-Марино:
  - Чемпіон: Мурата
  - Срібний призер: Тре Фйорі
- Кубок Сан-Марино:
  - Фіналіст: Лібертас
  - Півфіналіст: Ла Фіоріта
  - Півфіналіст: Ювенес-Догана

## Попередній раунд
| Команда 1       | Рахунок      | Команда 2     |
| --------------- | ------------ | ------------- |
| 12 вересня 2007 |              |               |
| Ла Фіоріта      | 1:1 пен. 6:5 | Ювенес-Догана |

## Півфінали
| Команда 1       | Рахунок | Команда 2  |
| --------------- | ------- | ---------- |
| 26 вересня 2007 |         |            |
| Мурата          | 3:4     | Ла Фіоріта |
| Лібертас        | 1:2     | Тре Фйорі  |

## Фінал
| Команда 1     | Рахунок | Команда 2 |
| ------------- | ------- | --------- |
| 2 жовтня 2007 |         |           |
| Ла Фіоріта    | 2:1     | Тре Фйорі |